# Verespatak
Verespatak (románul Roșia Montană, németül Goldbach, latinul Alburnus Maior) falu Romániában Fehér megyében, Verespatak község központja.

## Fekvése
Topánfalvától 14 km-re délkeletre fekszik, Abrudkerpenyes, Bisericani, Coasta Henții, Curături, Girda-Bărbulești, Ignățești, Szarvaspatak, Țarina és Vârtop tartozik hozzá.

## Története
Ősi aranybányász település, ahol már a rómaiak is aranyat bányásztak. Római neve Alburnus Maior volt. A rómaiak 2000 éves labirintusszerű bányafolyosó rendszere a mai napig fennmaradt és látogatható. A bányamúzeumba 150 lépcsőfok vezet le, a felszínen az aranyfeldolgozás eszközeiből van kiállítás. A házakban sok római kő van befalazva. 1784. november 7-én a felkelt román parasztok dúlták fel. Itt és Abrudbányán ekkor kereszteltek át ortodox vallásúra 65 római katolikus, 468 református, 41 lutheránus és 548 unitárius vallású lakost.

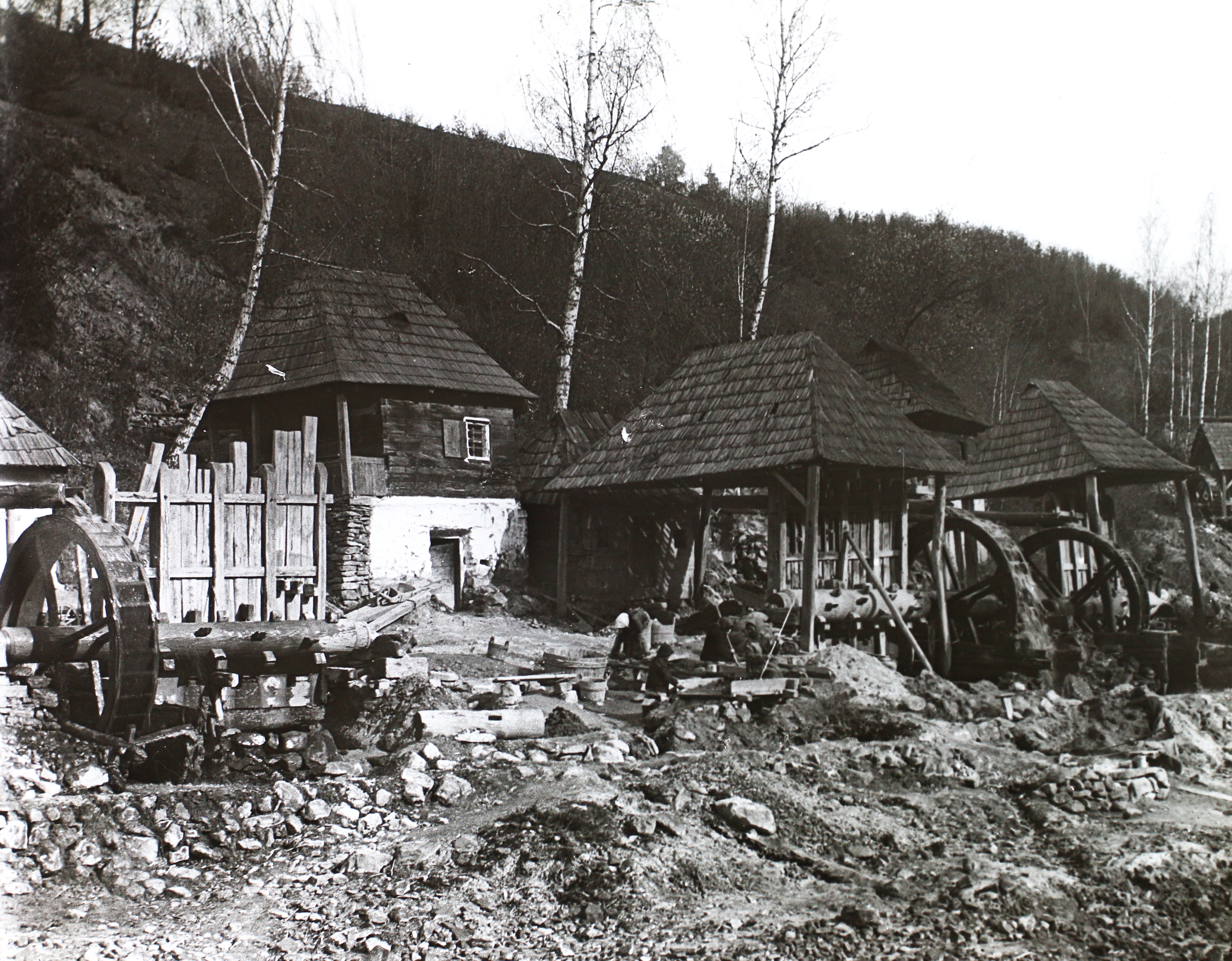
Az aranytartalmú érc aprítására szolgáló »aranyzúzó« malmok (1907)

1786-ban, 1788-ban, 1790-ben, 1791-ben, 1820-ban, majd végül 1854-ben és 1855-ben Verespatak (Alburnus Maior) közelében még a rómaiak idejében művelt aranybányákra és bennük viaszozott írótáblákra (tabulae ceratae vagy triptychon) bukkantak. A lelet tudományos értékét nem ismerő egyszerű bányászok és bányatisztviselők kezén sok tábla elkallódott, a szárítgatás és tisztogatás során írásuk leolvadt vagy olvashatatlanná vált. Ezek a 131-167 között írt daciai emlékek számítottak a római kurziva legrégibb változatainak. A nehezen olvasható, különös írásokat Hans Ferdinand Massmann (1797-1874) müncheni germanista professzor fejtette meg Libellus aurarius sive tabulae ceratae et antiquissimae et unicae Romanae in fodina auraria apud Abrudbanyam oppidum Transylvaniae nuper repertae (Lipsiae 1841) című munkájában.
1910-ben 2907 lakosából 1481 magyar és 1412 román volt. A trianoni békeszerződésig Alsó-Fehér vármegye Verespataki járásának székhelye volt. 1992-ben társközségeivel együtt 4146 lakosából 3808 román, 228 cigány, 104 magyar és 6 német volt.
2021-ben a verespataki bányászati kultúrtáj felkerült az UNESCO világörökség listájára.

## Látnivalók
- A Várdomb (Dealul Cetății) a település központjától kb. fél óra járásra található. Itt láthatók a római kori bányák maradványai. Az 1854-ben folytatott régészeti feltárások során 25 viasztáblát találtak; a XVIII-as számún a 131. január 6-i dátum szerepel és az Alburnus Maior megnevezés. A tábla jelenleg a helyi Bányászati Múzeumban található.
- Az Alburnus Maior vár a Várdombon található. Ez volt a település és a bánya védműve.
- A Bányászati Múzeum a volt bánya közelében van.

## A tervezett bánya

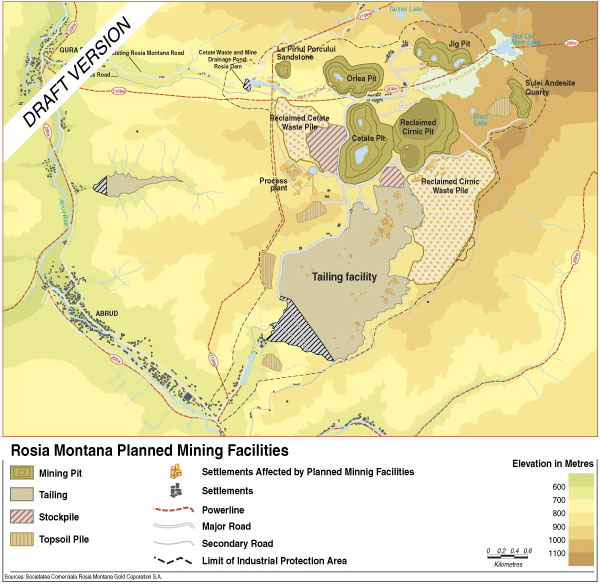
A tervezett bánya térképvázlata

A település azután vált híressé, hogy a Román Roșia Montană Gold Corporation cég aranybányát kívánt nyitni. A ciánt alkalmazó technológia 16 km²-nyi terület tönkretételét jelentette volna, benne öt heggyel, négy templommal és temetővel, az Alburnus Maior ókori római vár romjaival. A bánya tervezett 15 éves működése után a környezetszennyezés száz évig tartott volna. A cég 42.82 km² területet használt volna, és úgy becsülte, hogy 300 tonna aranyat és 1600 tonna ezüstöt termelne ki. A Gabriel Resources már megvásárolta a település házainak kb. felét. A kitermelés megkezdése előtt meg kellett volna vásárolnia az összeset, mivel a román törvények a kisajátítást nem teszik lehetővé. A projekt 15 évig kb. 250 főt foglalkoztatott volna.
A Román Akadémia jelentése szerint a ciános technológia ellentétes az EU környezetvédelmi szabályozásaival. Az erdélyi történelmi magyar egyházak 2002 októberében nyilatkozatot tettek közzé, amelyben elutasították a bányaterveket, majd 2003 novemberében román ortodox egyház is ugyanezt tette. A nemzetközi civil szervezetek közül a  Greenpeace szervezett tiltakozást, a nemzetközi politikai szervezetek közül pedig a Zöld Pártok Európai Szövetsége.

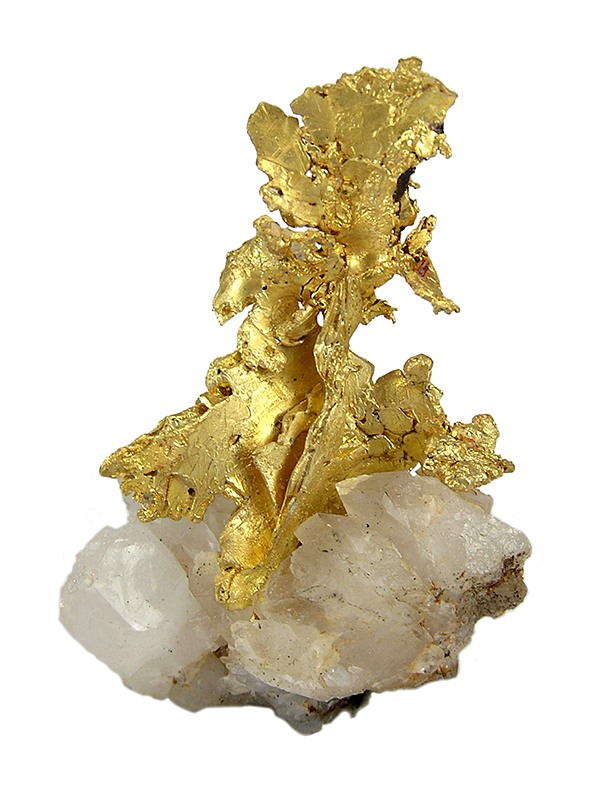
Arany és kvarc

2005-ben a kanadai kormány támogatását fejezte ki a projekt mellett, míg Magyarország környezetvédelmi minisztere, Persányi Miklós bejelentette, hogy a magyar kormány ellenzi a tervet. A magyar lakosság szintén ellenzi a bánya megnyitását, emlékezve a 2000-ben lezajlott tiszai cianidszennyezésre.
A Greenpeace, a Levegő Munkacsoport, a Magyar Természetvédők Szövetsége, a Védegylet és a Zöld Erdély Egyesület az RMDSZ elnökétől kértek segítséget a bánya ügyében.
2005-ben a Gabriel Resources új médiakampányt indított a projekt népszerűsítésére. Egyes sajtóorgánumok, például az Academia Cațavencu illetve a National Geographic román kiadása visszautasították a reklámok megjelentetését. Ugyanakkor a National Geographic Society washingtoni székházában olyan dokumentumfilmet mutattak be, amelyhez a kanadai Gabriel Resources cég nyújtott pénzügyi támogatást.
2014. júniusban a román parlament elutasította a beruházásnak kedvező törvénytervezetet, 2016. januárban pedig a kulturális minisztérium védett műemlékvédelmi területté nyilvánította a települést 2 kilométeres körzetben. A Világörökség Bizottság a 2018-as ülésszakon tárgyalta volna Verespatak felvételét a világörökségi helyszínek listájára, amihez már az összes kedvező szakvélemény rendelkezésre állt, de a román kormány a tárgyalás elhalasztását kérte a Románia és a Gabriel Resources cég közötti folyamatban levő per miatt.
2021. július 27-én az UNESCO Verespatakot világörökségi helyszínné nyilvánította, ezzel a bányanyitás határozatlan időre lekerült a napirendről. (Habár egyúttal veszélyeztetett helyszínné is nyilvánította)
A Gabriel Resources mintegy 6,7 milliárd dollár kártérítést követelt a román államtól, azonban a Beruházási Viták Rendezésének Nemzetközi Központja mint 
választott bíróság a 2023 végén befejezett eljárásban Románia javára döntötte el az ügyet, és a céget kötelezte költségtérítésre. Az elsőfokú határozatot 2024 márciusában kézbesítették.

## Híres emberek
- Itt született 1915. február 23-án Pap István agrármérnök.
- Itt született 1900-ban Szigeti-Gyula János, a kaposvári kórház főorvosa és igazgatója.[14]

## Képek

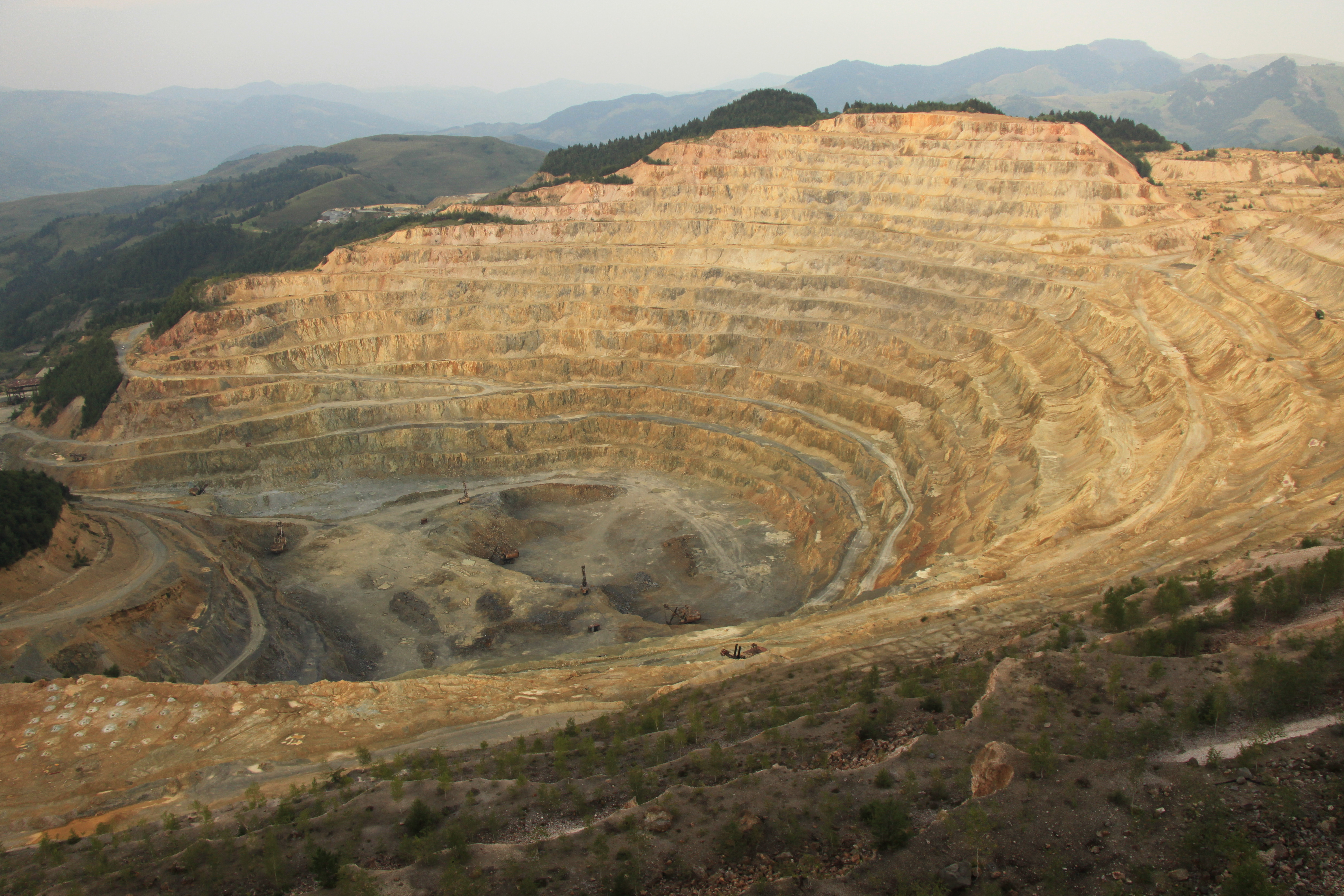
A Roșia Poieni rézbánya
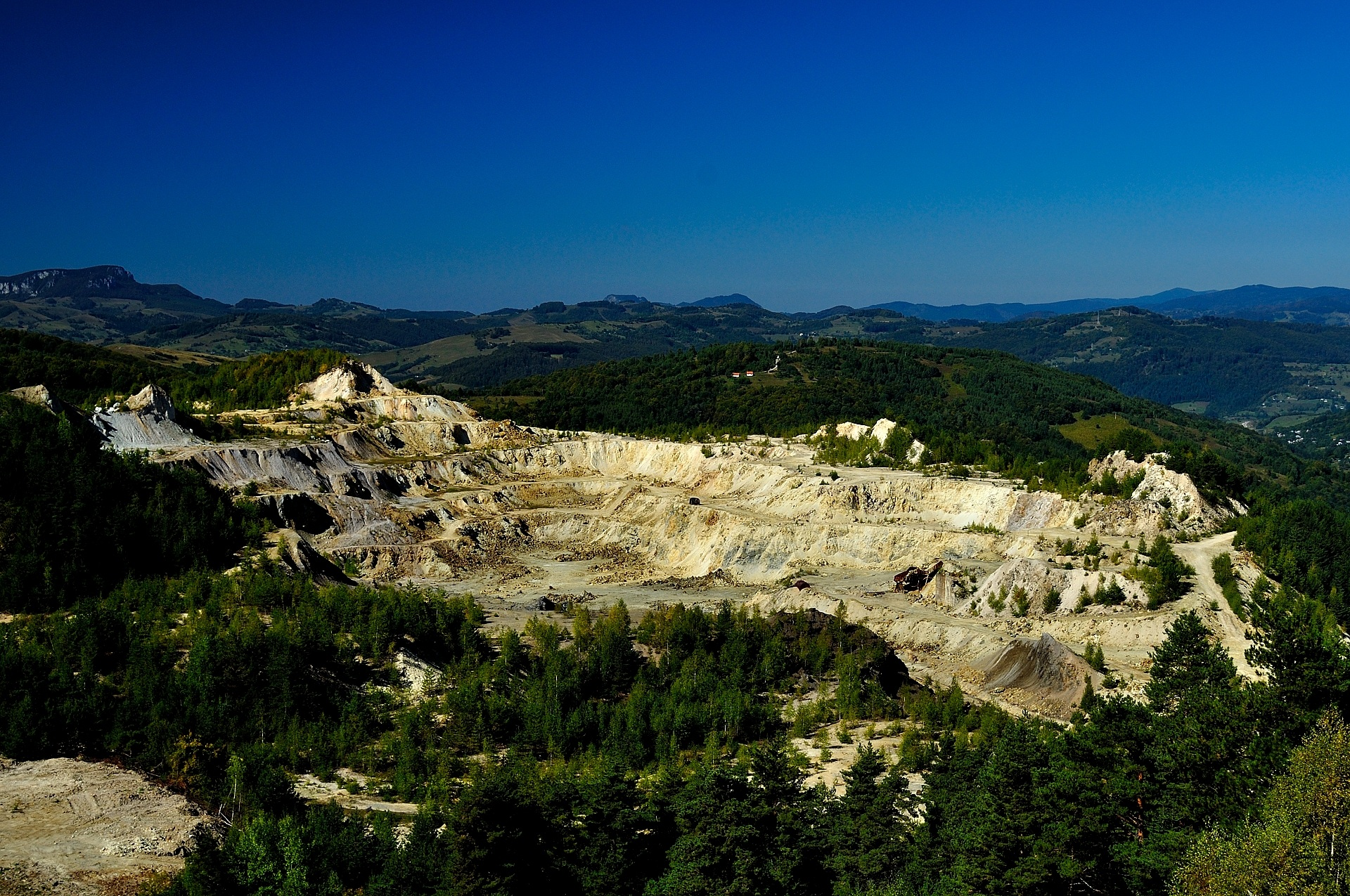
A Cariera Cetate arany bánya
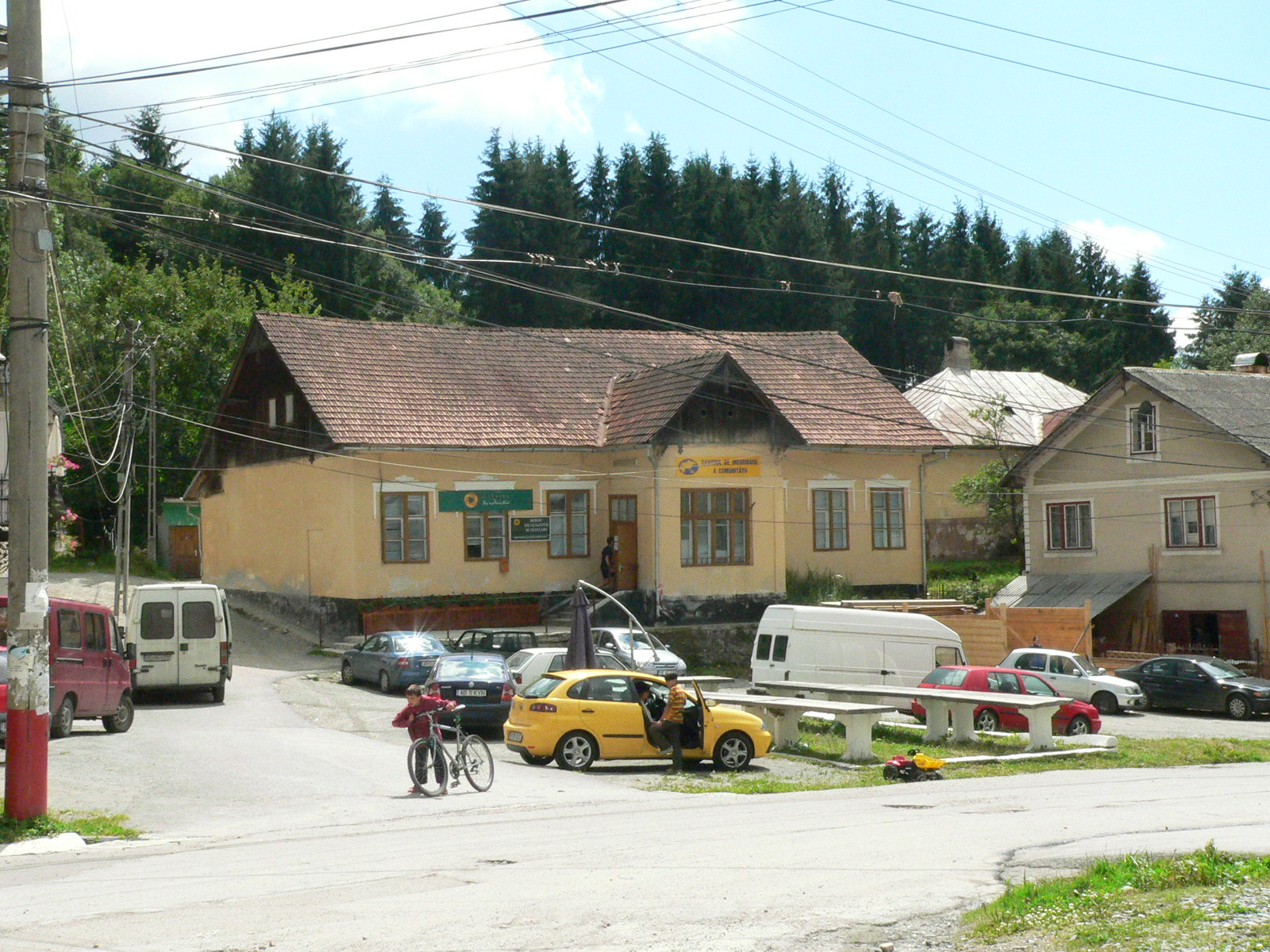
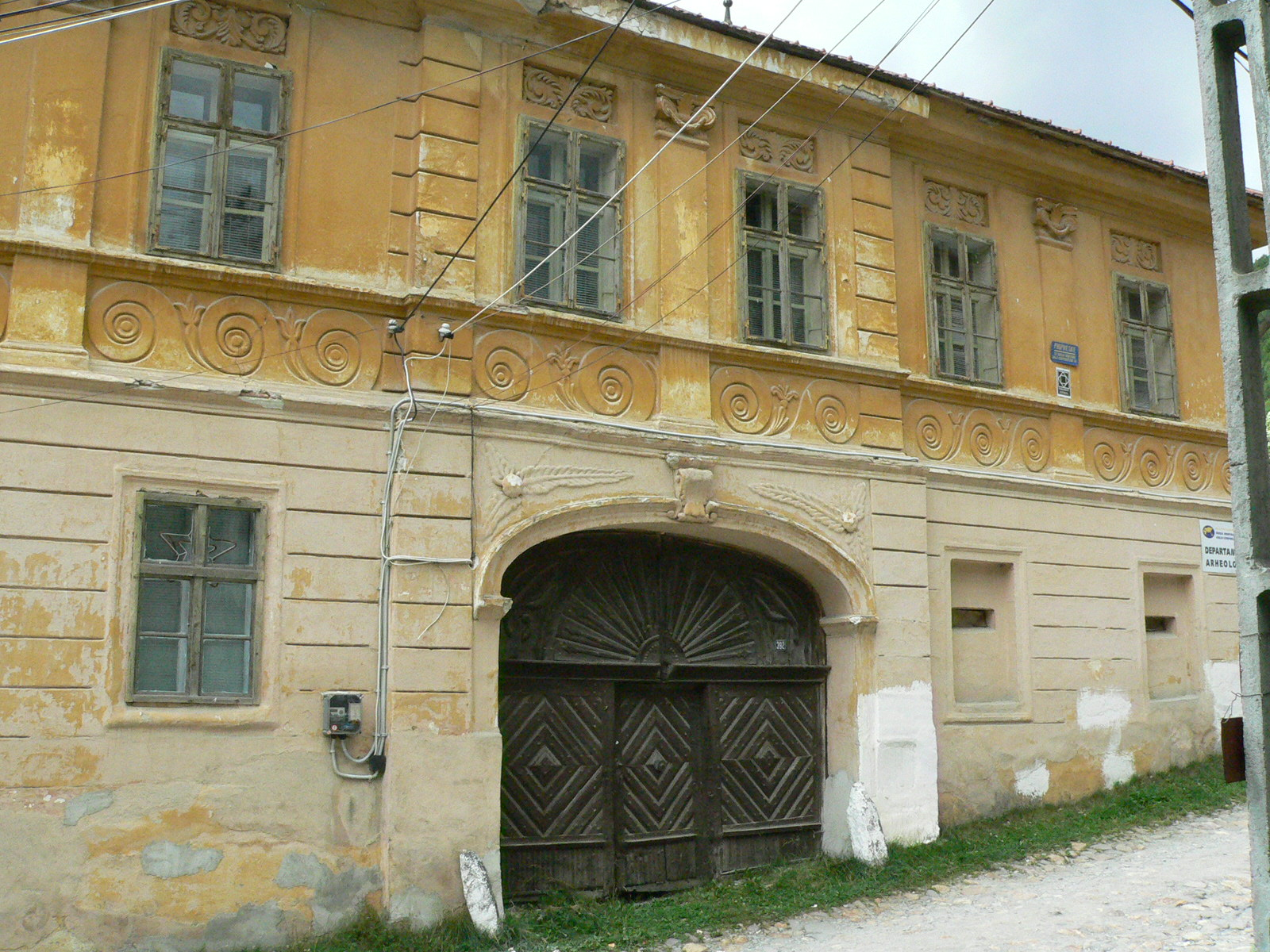
Az egykori magyar iskola
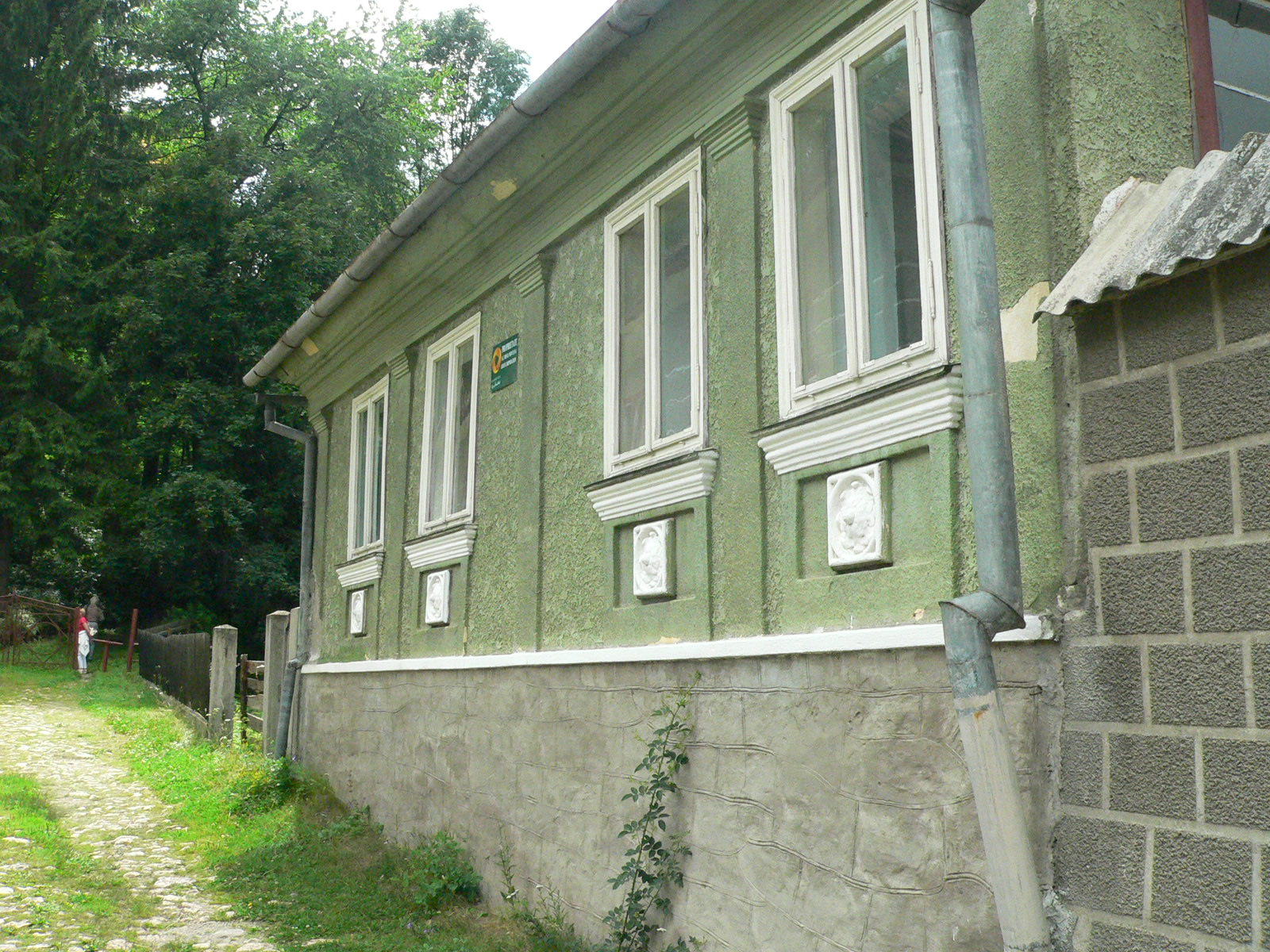
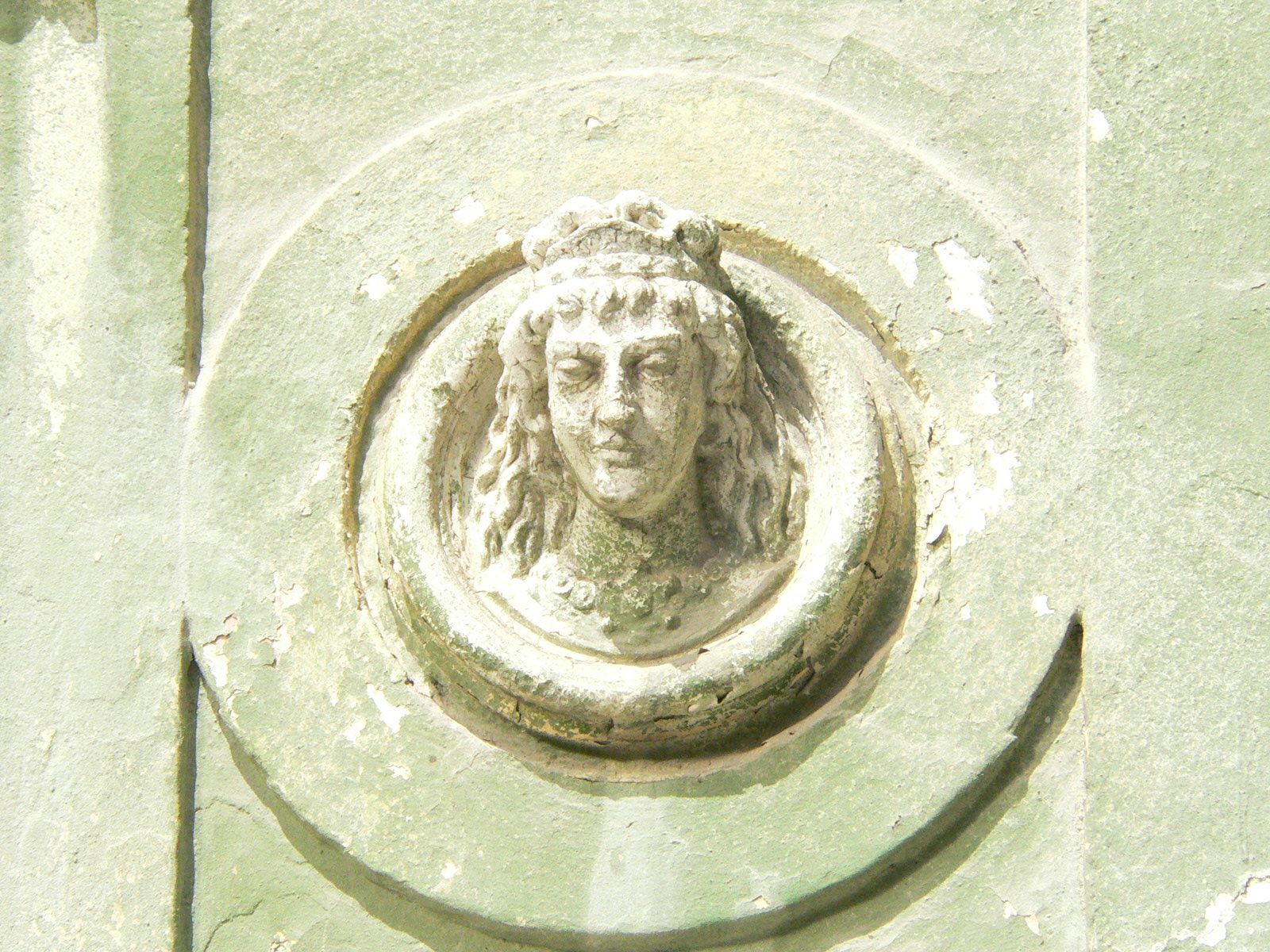
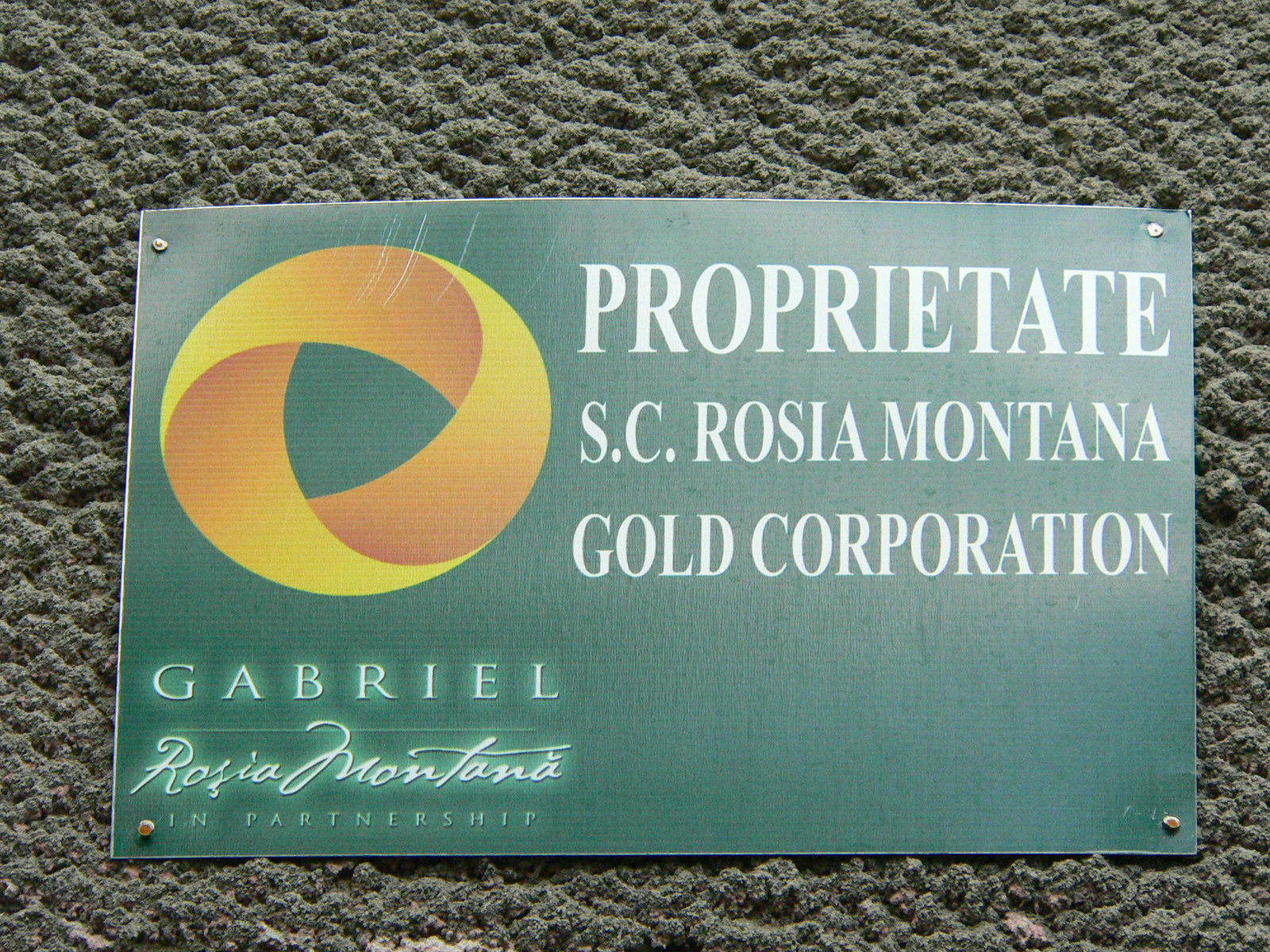
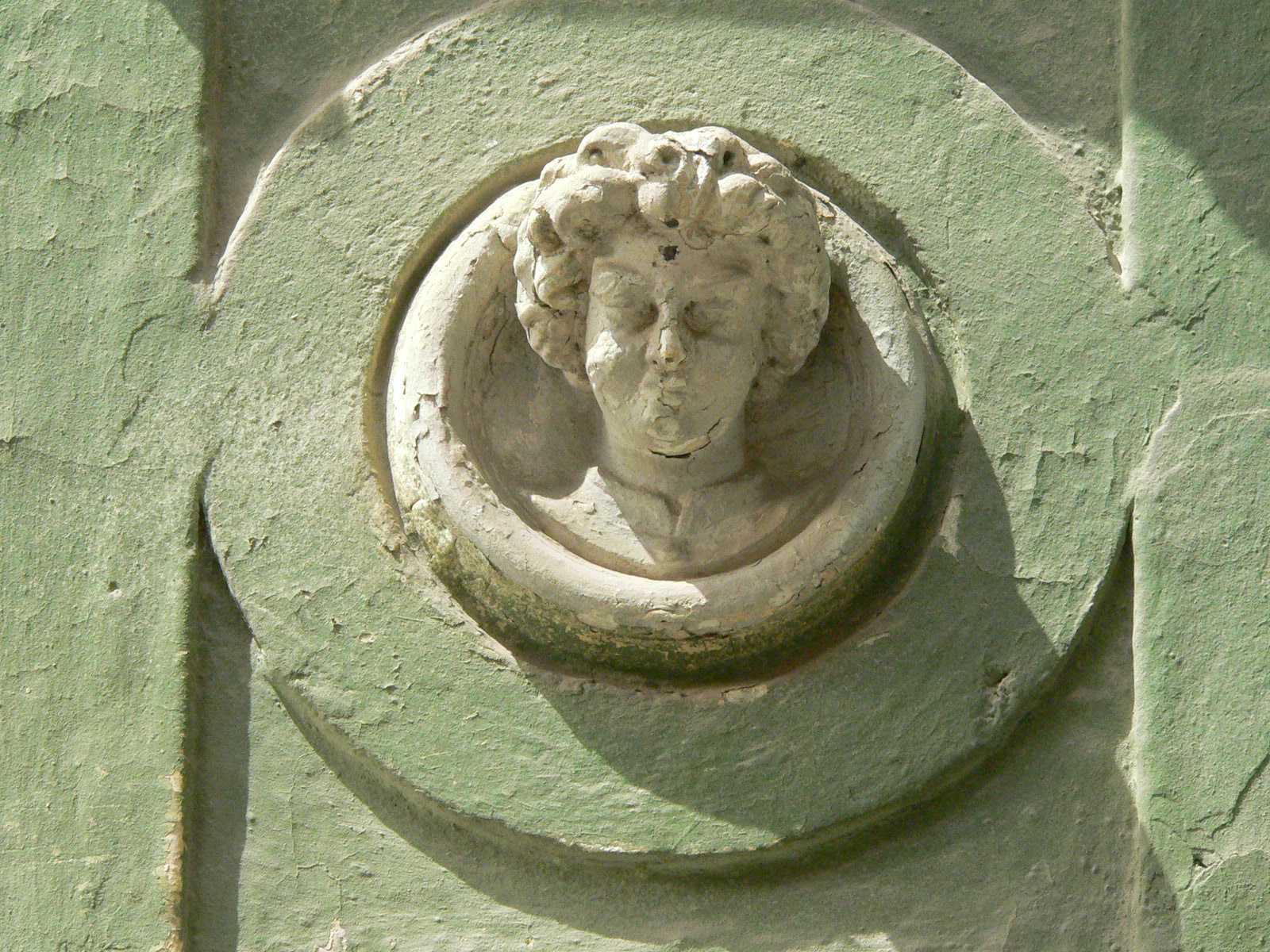
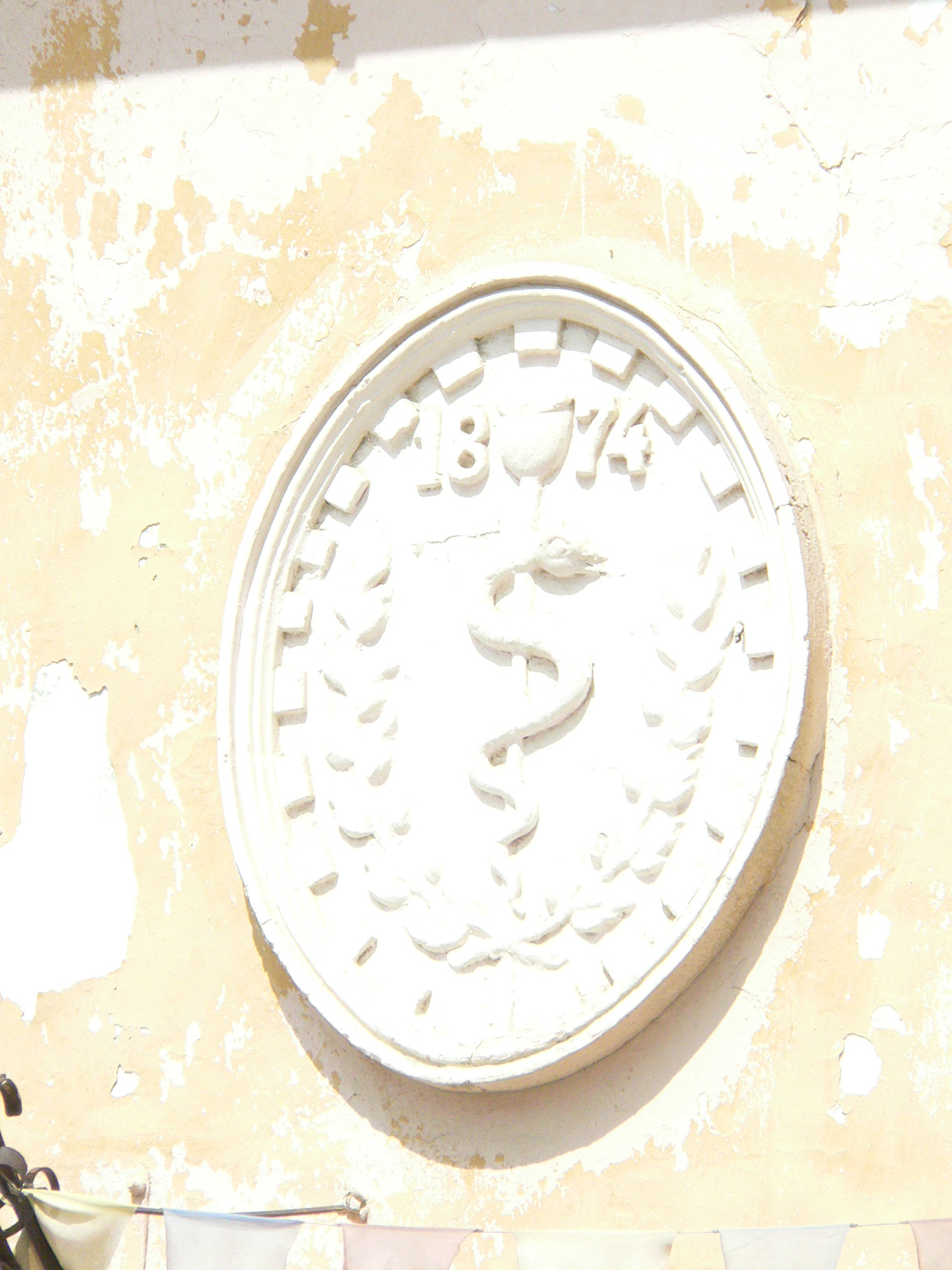
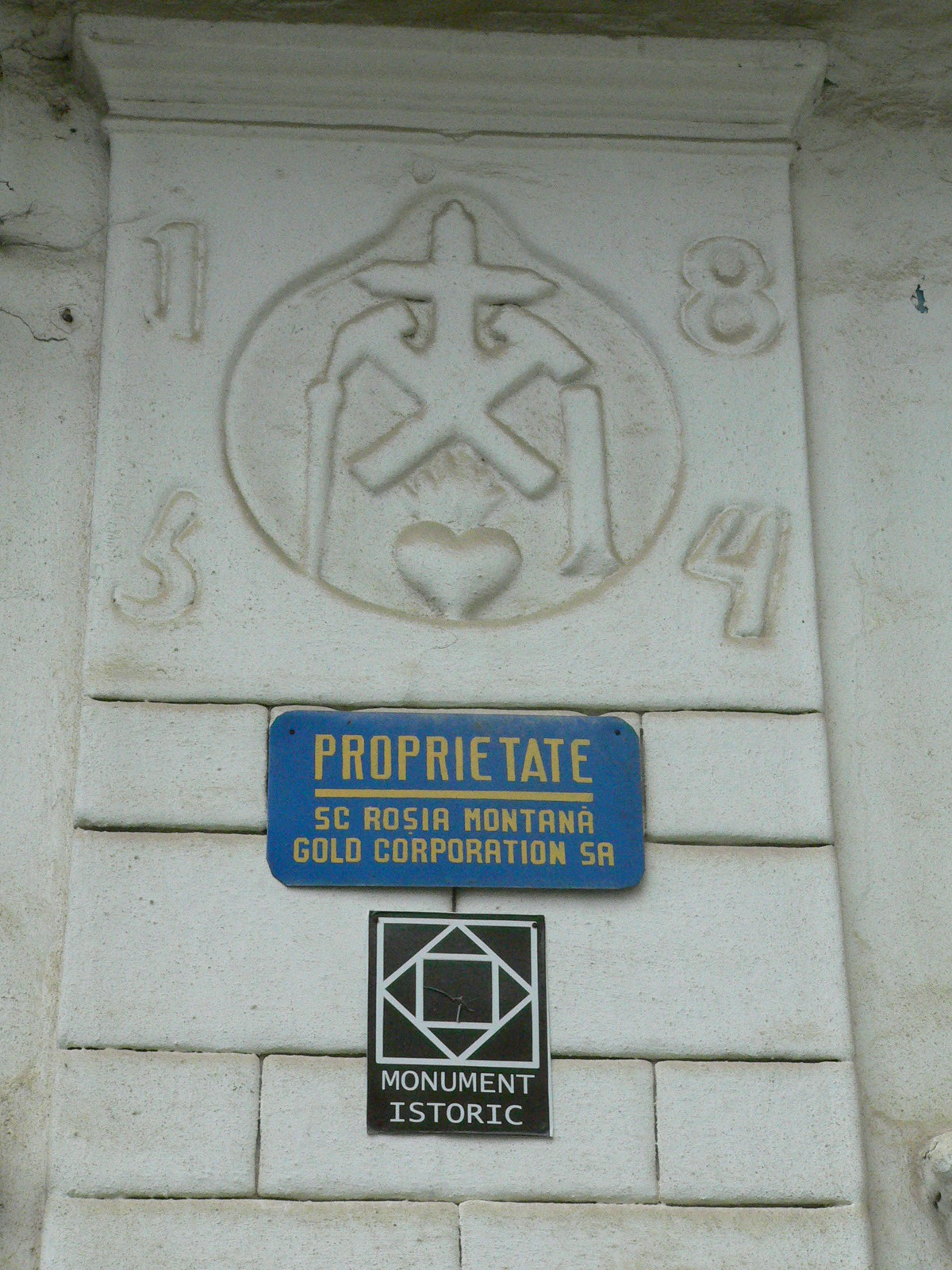
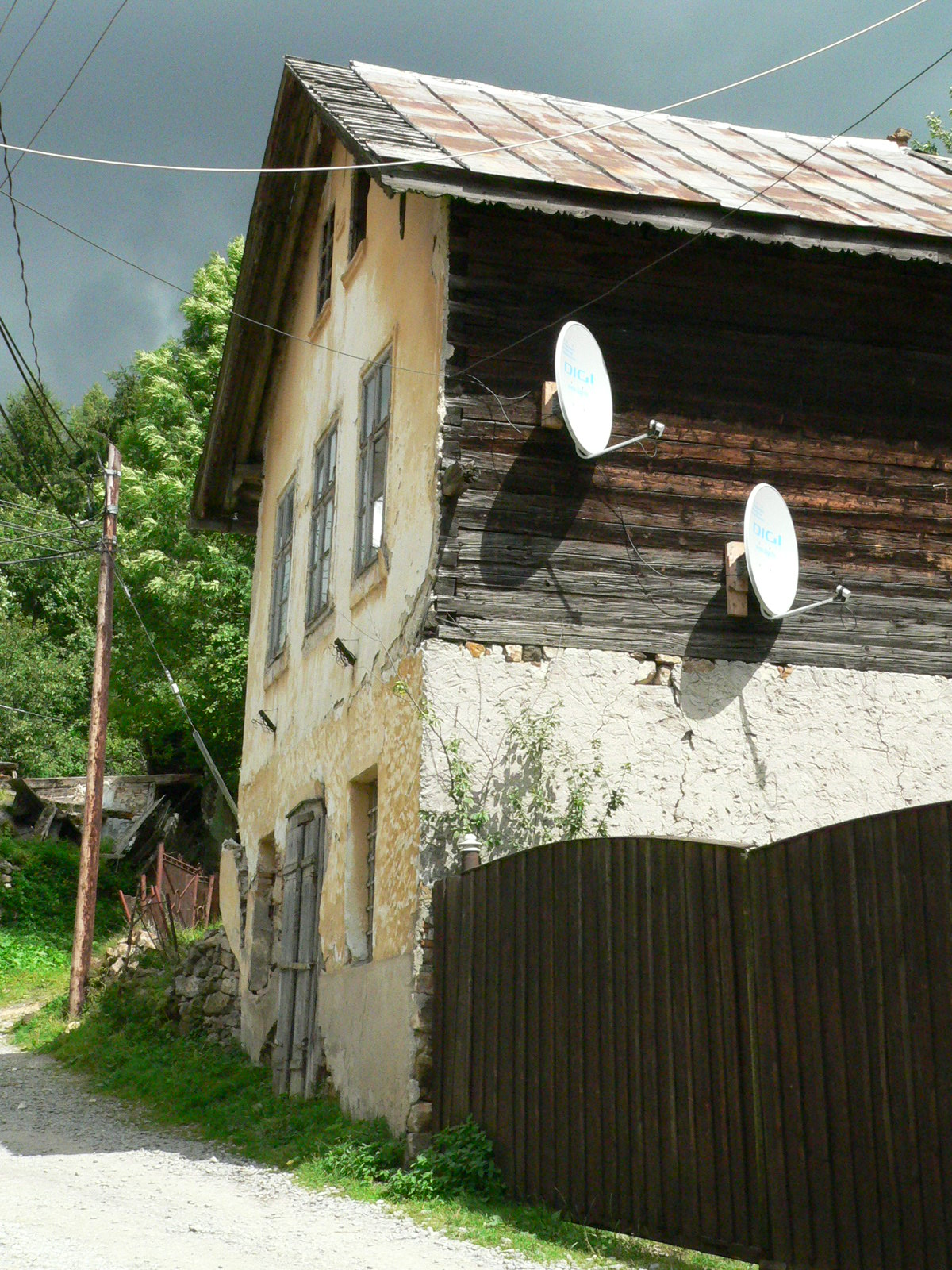
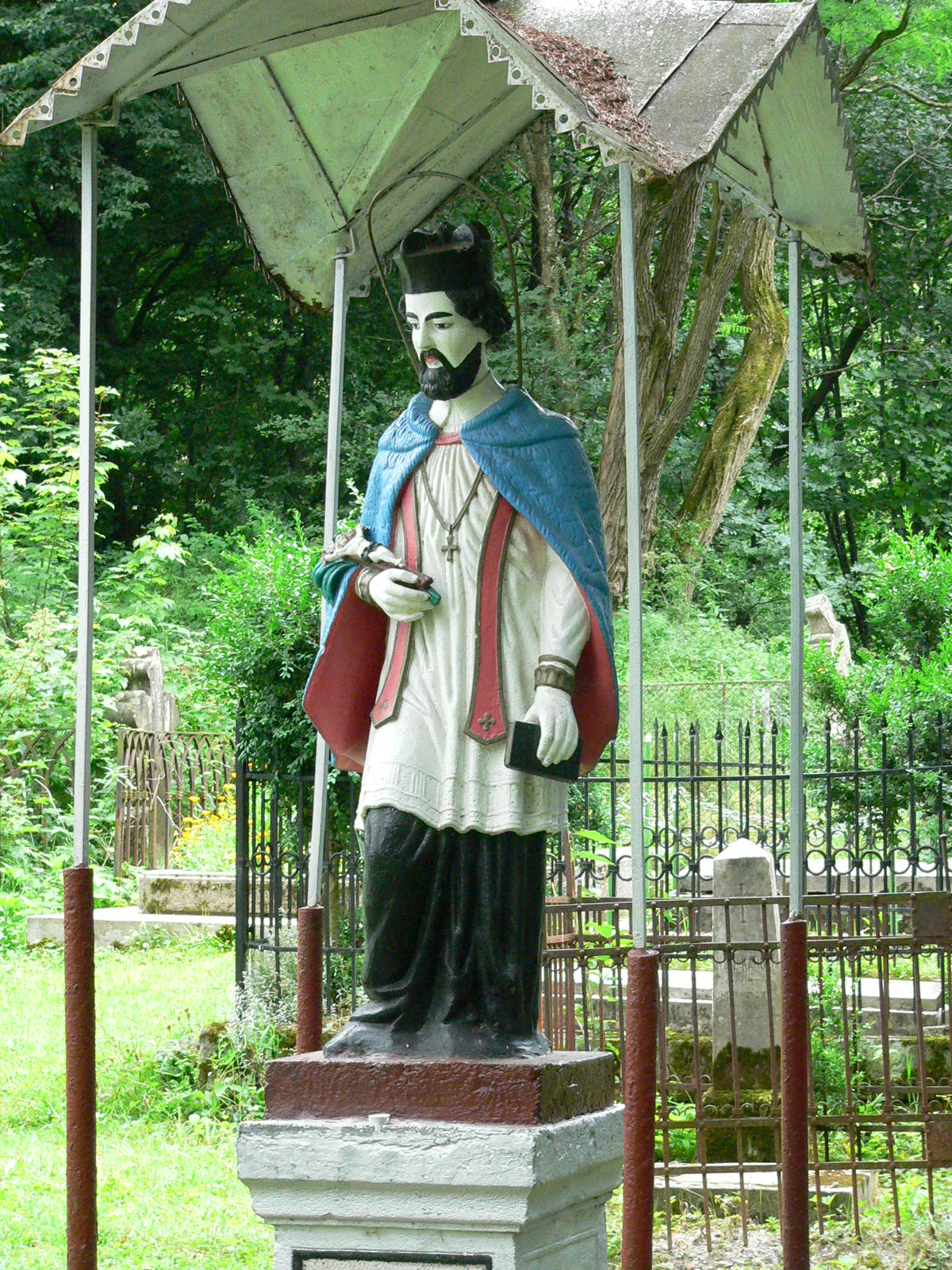
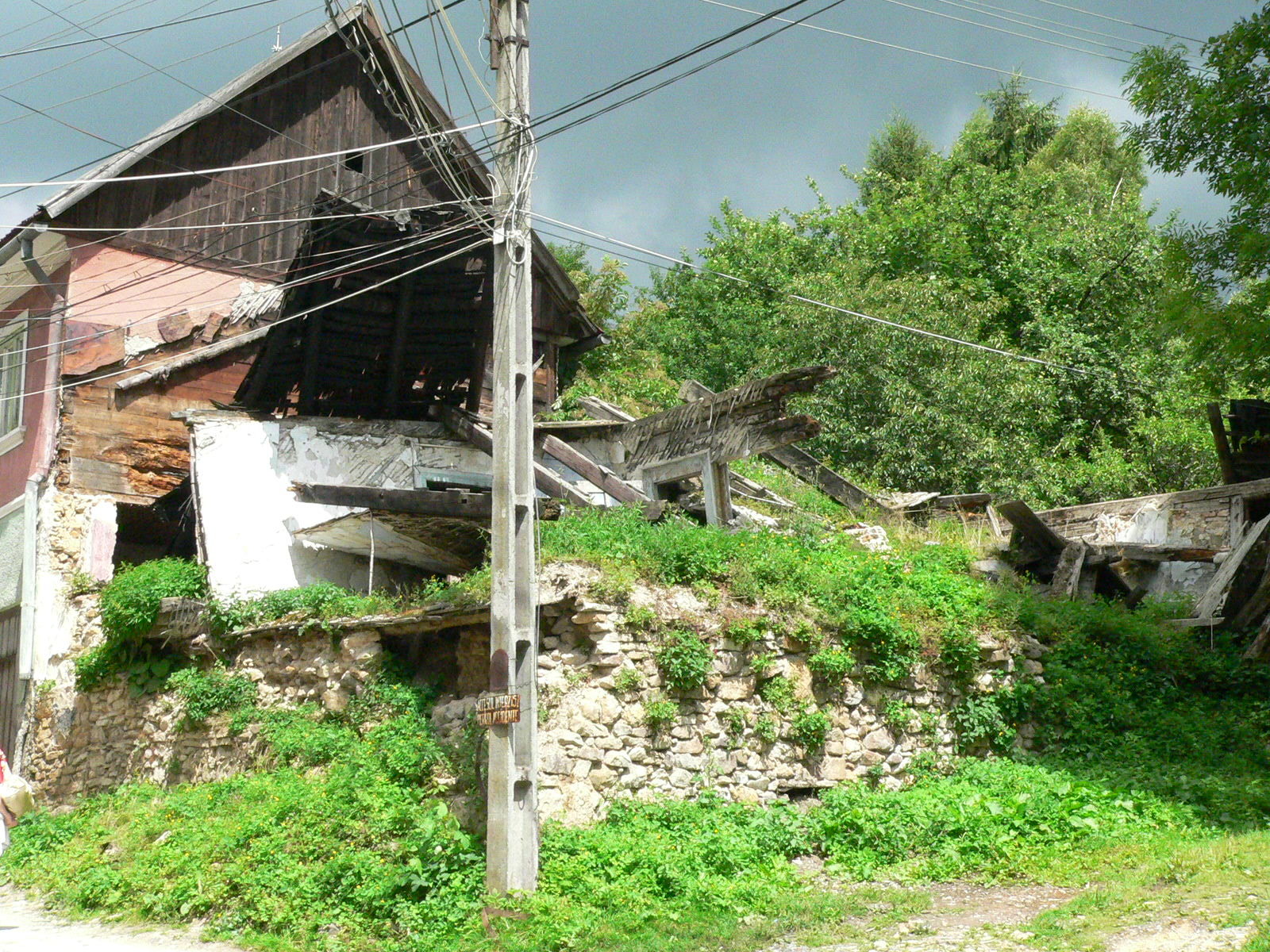
Pusztulás
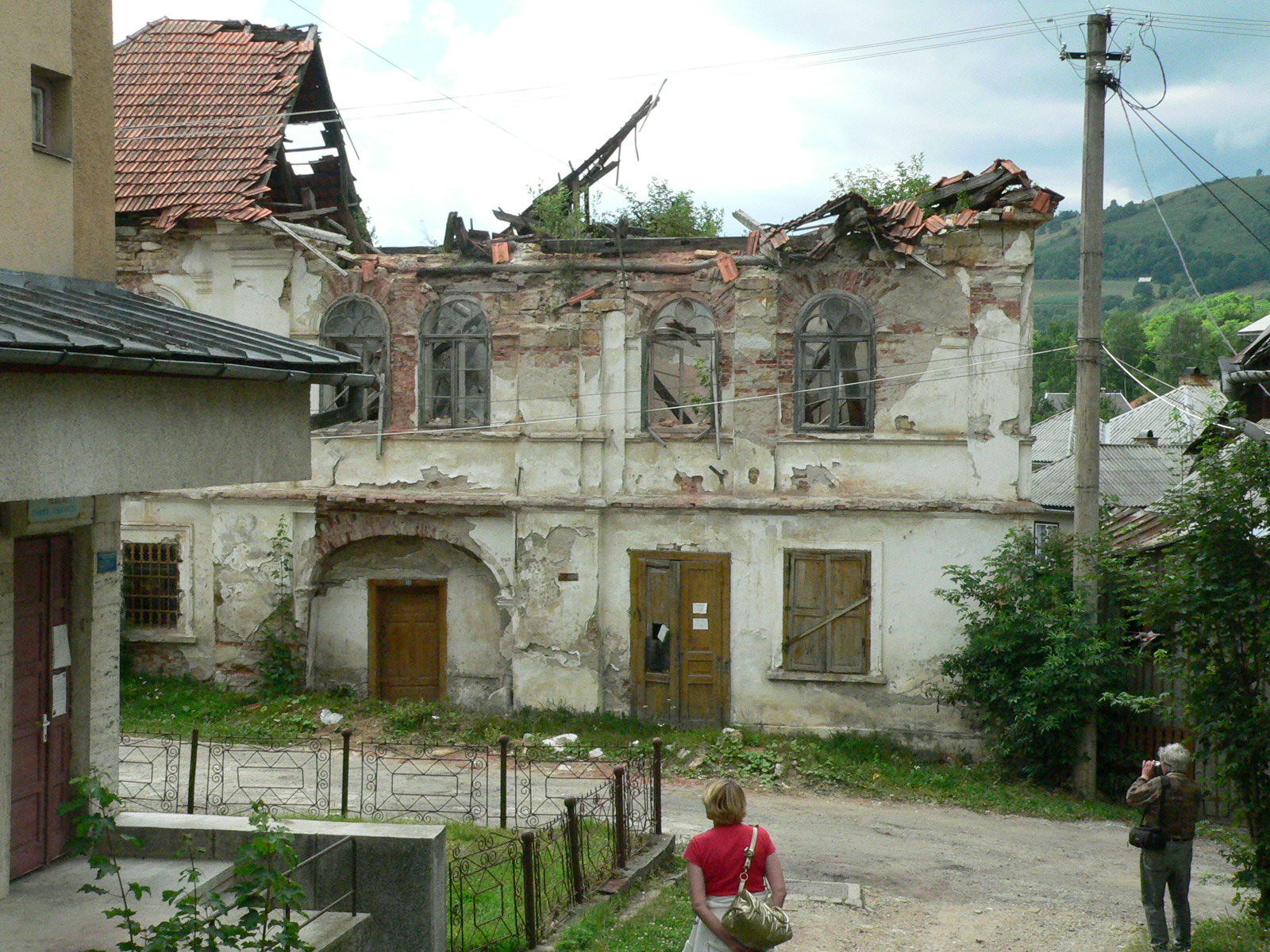
A református parókia hatalmas épülete romokban
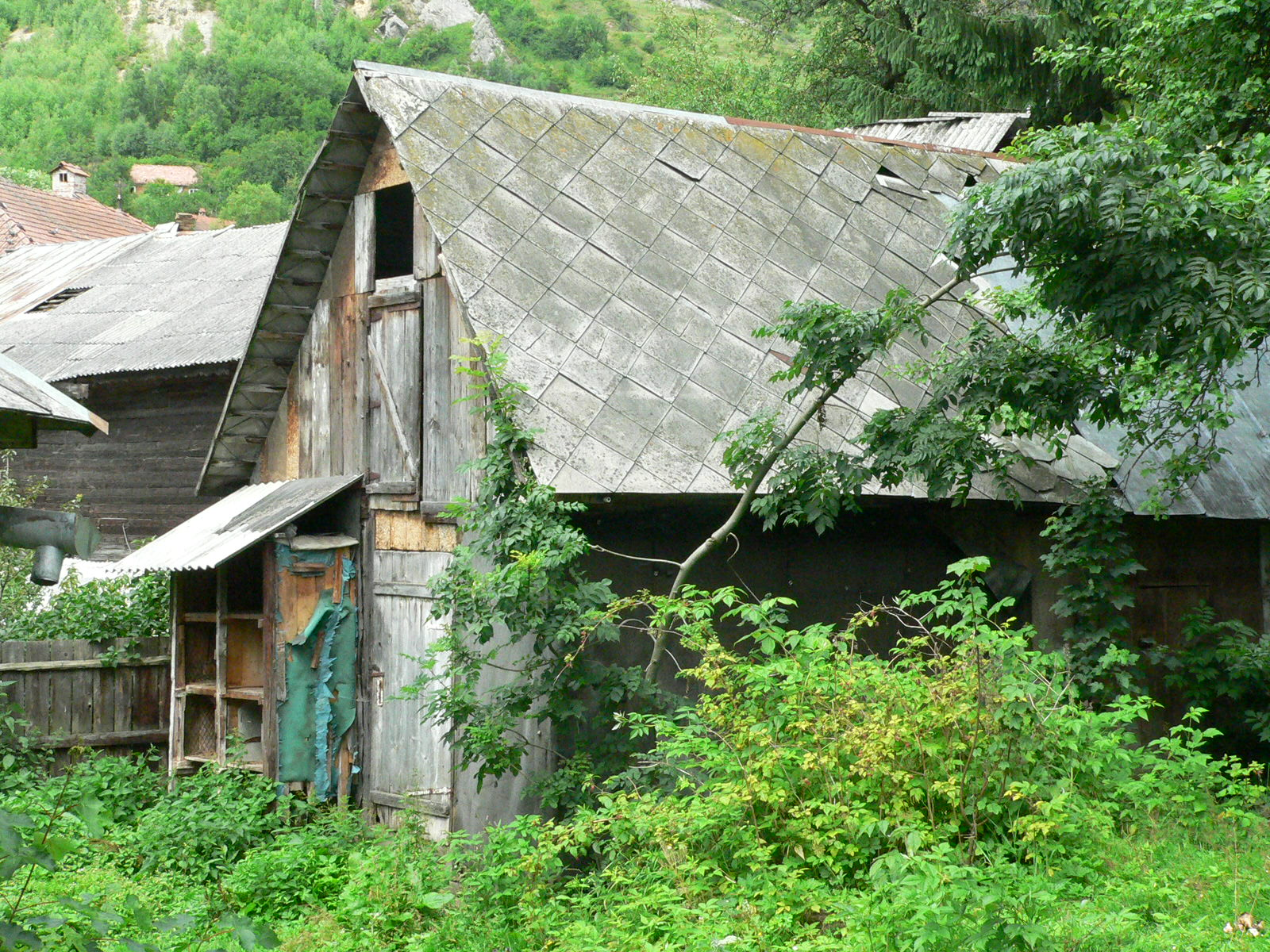
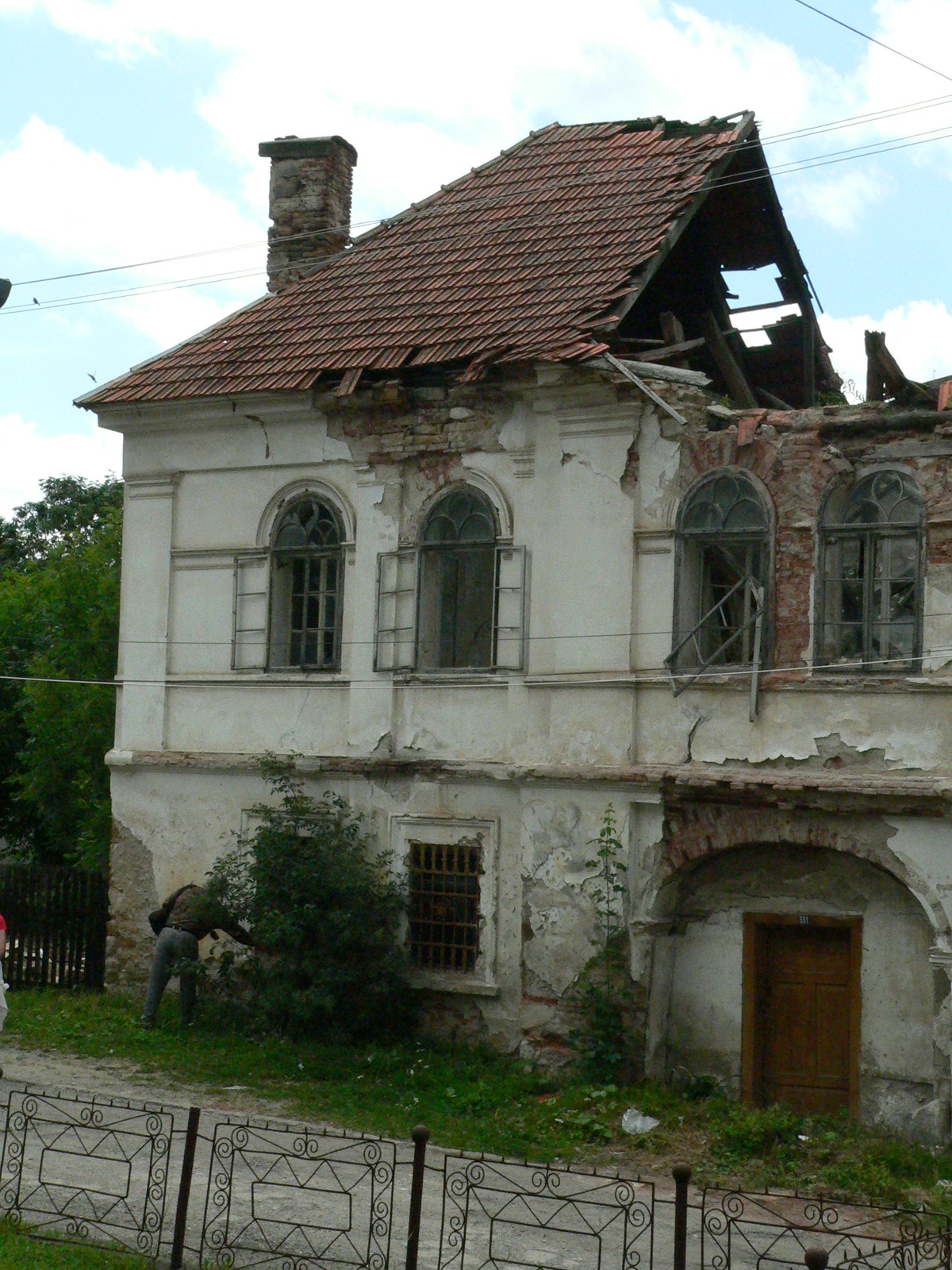
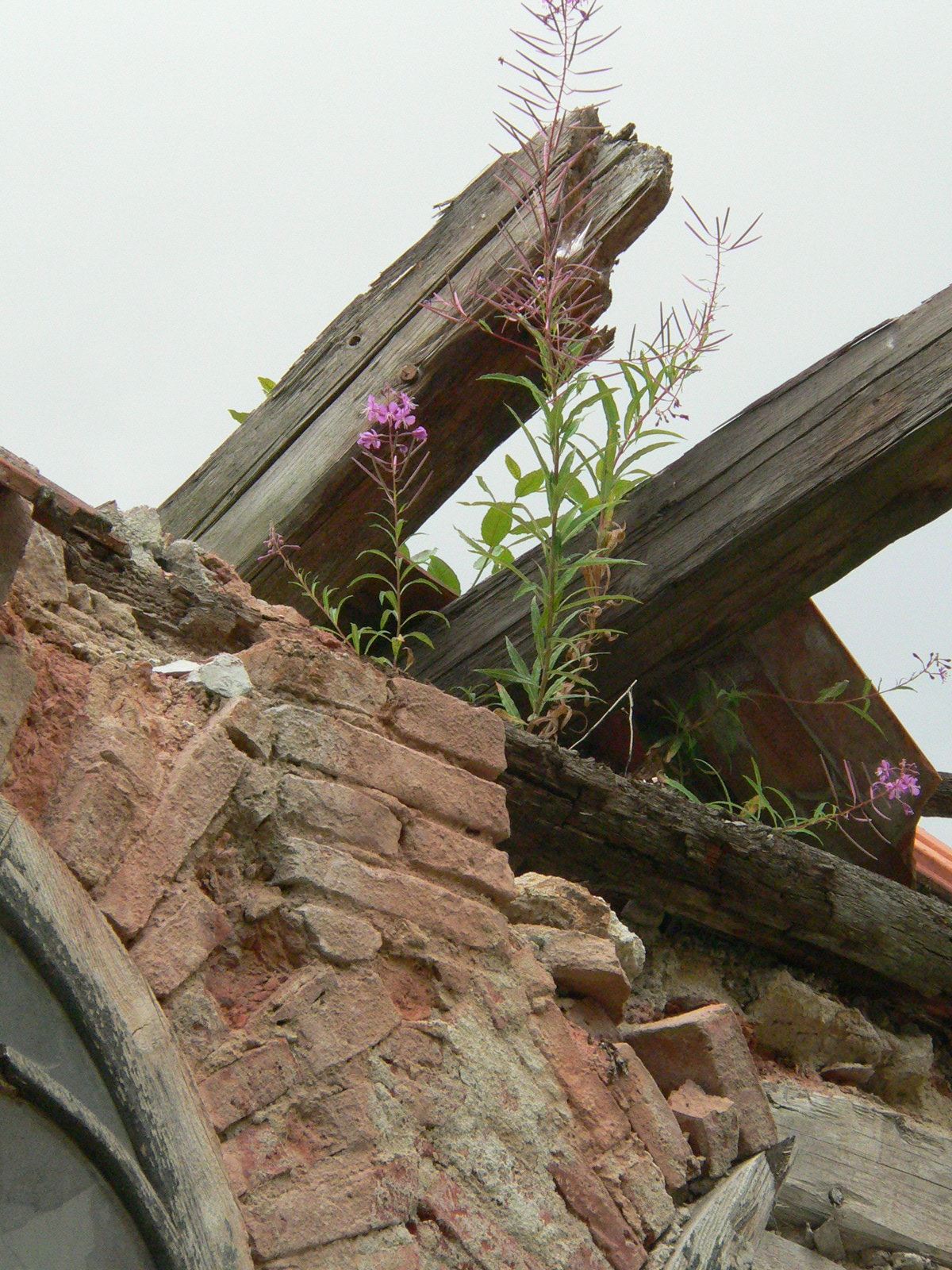
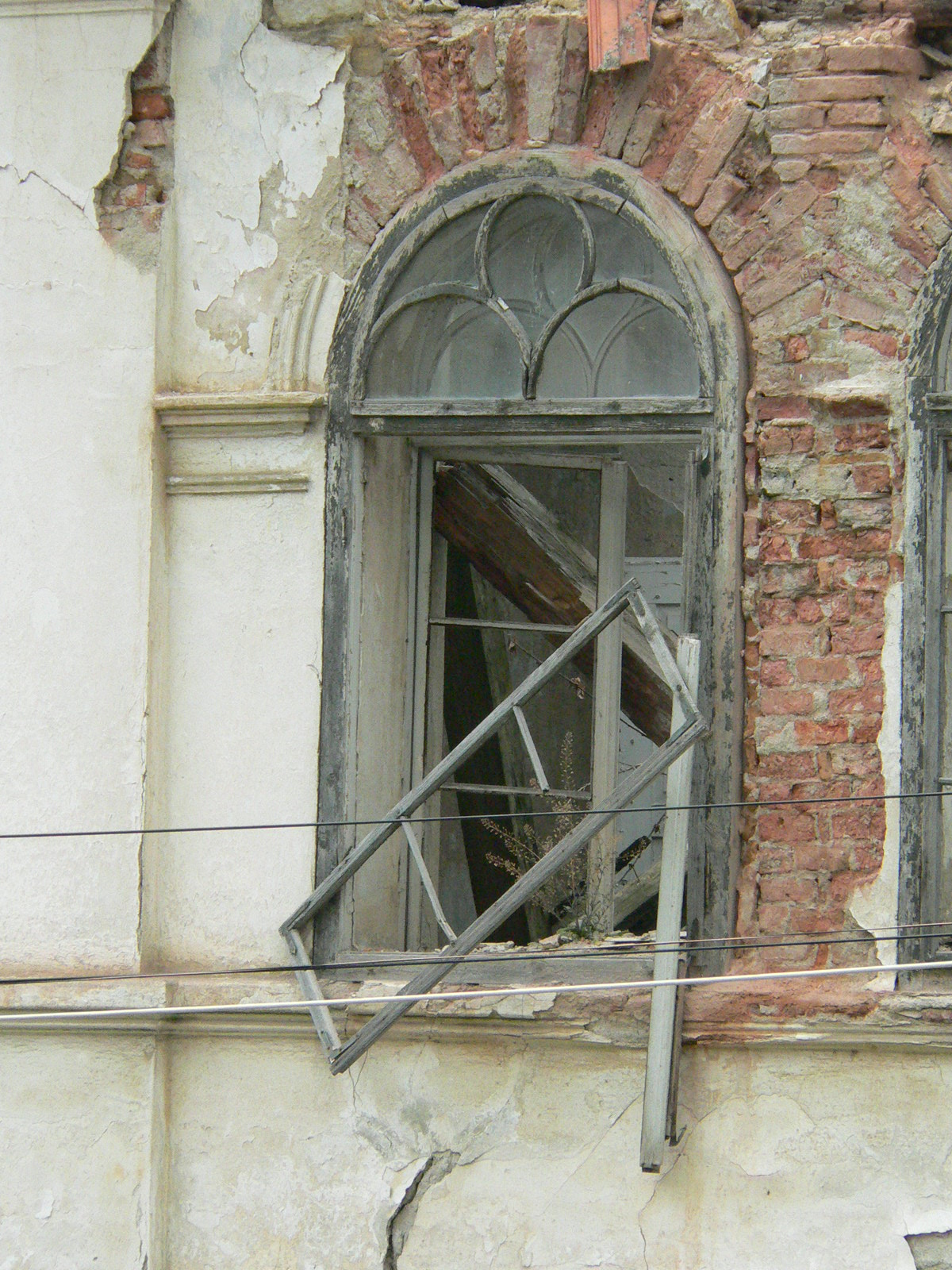
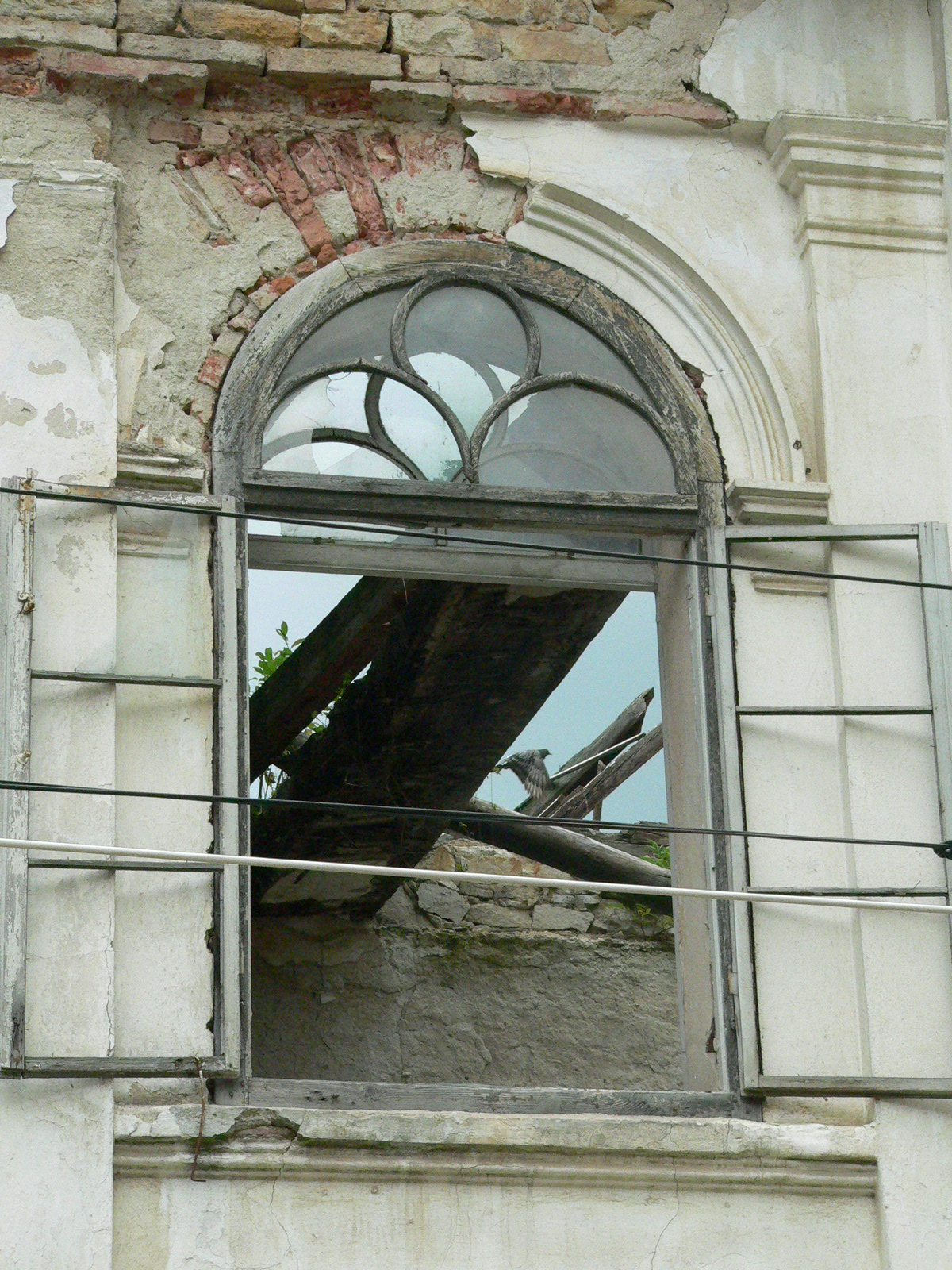
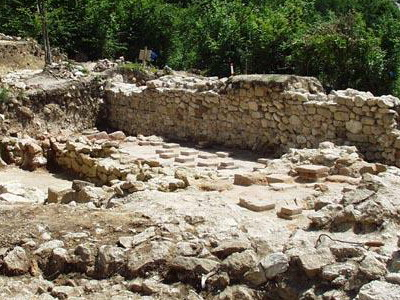
Az ókori római vár Alburnus Maior romjai